# Кызылсайский сельский округ (Жаксынский район)
Кызылса́йский се́льский  окру́г (каз. Қызылсай ауылдық округі) — административная единица в составе Жаксынского района Акмолинской области Республики Казахстан. Административный центр — село Кировское.
С октября 2020 года акимом сельского округа является Ахметов Сайранбек Келденович.

## История
По состоянию на 1989 год существовали следующие административные единицы: Баягизский сельсовет (село Баягиз), Энтузиастский сельсовет (село Кызылсай) и Кировский сельский совет (посёлок Кировский). 
Кызылсайский сельский округ был реорганизован в 1998 году на базе Кировской сельской администрации.
Постановлением акимата Акмолинской области и решением Акмолинского областного маслихата от 22 ноября 2019 года было принято решение ликвидировать село Кызылсай включив его в состав села Кировское.

## Население
Общая численность населения сельского округа на конец 2020 года составляет 512 человек. Имеется 169 частных дворов, в том числе в селе Баягиз - 83 человека - 27 дворов, селе Кировское - 429 человек - 142 дворов.
| Численность населения округа | Численность населения округа | Численность населения округа |
| 1989                         | 1999                         | 2009                         |
| ---------------------------- | ---------------------------- | ---------------------------- |
| 717                          | 1 514                        | 845                          |

Трудоспособное население составляет 295 человек, в том числе в сельском хозяйстве 213 человек, в социальной сфере 61 человек, пенсионеров 81 человек, в том числе 14 работающих, 10 инвалидов трудоспособного возраста - 5. Работающих детей-инвалидов в сельской местности №-4 в том числе 2 детей-инвалидов до 16 лет. Дети школьного возраста учатся в Кировской школе. Многодетные семьи - 10, 5 тружеников тыла, в том числе 3 горняка. Единственных пожилых людей - 3 человека.

## Состав
В нынешний момент в состав сельского округа входит 2 населённых пункта:
| Населённый пункт | Тип населённого пункта       | Население, человек (1989) | Население, человек (1999) | Население, человек (2009) |
| ---------------- | ---------------------------- | ------------------------- | ------------------------- | ------------------------- |
| Баягиз           | село                         | 1 071                     | 498                       | 141                       |
| Кызылсай         | село (бывшее)                | 844                       | 403                       | 97                        |
| Кировское        | административный центр, село | 717                       | 613                       | 607                       |

## Промышленность
На территории сельского округа действуют 32 сельхозформирования, в том числе 4 ТОО и 24 крестьянских хозяйства, 4 ИП основной вид деятельности которых является зернопроизводство и животноводство. Разведением КРС, лошадей, овец занимаются 2 ТОО, 3 крестьянских хозяйства и 2 ИП.

## Объекты округа

### Объекты образования
В округе функционирует Кировская средняя школа со смешанным языком обучения. Педагогические кадры школы составляют: 24 преподавателя. В школе обучается – 88 учащихся, дошкольной подготовкой охвачено - 6, сад  посещают - 15 детей. В 3-х кабинетах установлены интерактивные доски.

### Объекты здравоохранения
На территории сельского округа находится адаптированный медицинский пункт села Кировское. Жители Баягыза и бывших сел Кызылсай получают медицинскую помощь из районного центра.

## Коммунальные услуги
Заключены меморандумы на зимнее содержание дорог округа с ТОО «Каражон» и ТОО «Астана ТАН» и КХ Тулегенов.
Автобусное пассажирское сообщение между селом Кировское и районным центром осуществляет автобус ТОО «Каражон», цена билета в 150 тенге в одну сторону.
Водоснабжение в с. Кировское функционирует центральная водопроводная сеть, в селе Баягиз жителям организован подвоз воды силами ТОО «Астана Т.А.Н.». На территории Кызылсайского сельского округа имеется три гидротехнических сооружения - плотины, в селах Кировское, Баягиз, бывшем селе Кызылсай. 
В сельском округе задействовано 153 телефонных номеров, в т.ч. в 2020 году было установлено 40 номеров терминалов беспроводного интернета АО «Казахтелеком». 
Освещение улиц в с. Кировское освещены 3 улицы, освещение от солнечных батарей, 2 улицы имеют энергосберегающие лампы.